# 403 до н. е.

## Події
- постали царства Хань й Чжао.

## Померли
- Критій — давньогрецький філософ, один з 30 тиранів.